# La Salida (Venezuela)
"La Salida" fue una campaña política opositora emprendida en Venezuela el 23 de enero de 2014 y cuyo objetivo era «encontrar una salida pacífica, democrática y constitucional al gobierno de Nicolás Maduro» y con ello poner fin a la Revolución Bolivariana del PSUV imperante desde la elección de Hugo Chávez como presidente en 1998.
La iniciativa fue tomada por Leopoldo López, Antonio Ledezma y María Corina Machado, líderes de la Unidad Democrática. Culminó oficialmente el 18 de febrero de 2014 con la aprensión de Leopoldo López, hecho que desencadenó la oleada de protestas de 2014.

## Causas

### Descontento social
Según el Observatorio Venezolano de Conflictividad Social (OVCS), en 2013 se registraron 4410 protestas. Varias semanas antes del inicio de las jornadas del 12 de febrero, se hablaba de acciones de protesta descentralizadas y diarias contra la crisis económica, la escasez y la delincuencia, mientras que se multiplicaban las asambleas opositoras a nivel nacional.[cita requerida]
Las manifestaciones en contra del gobierno comenzaron en enero de 2014 y continuaron al agravarse los motivos que las causaron, en especial, al agudizarse los problemas económicos como inflación, desabastecimiento y escasez de artículos de primera necesidad.
Mucho antes de que las protestas empezaran en la ciudad capital de Caracas, las mismas se iniciaron en las ciudades de Mérida y San Cristóbal los días 5 de enero y 4 de febrero tras la muerte del bachiller Héctor Moreno de la ULA-Mérida y el intento violación de una estudiante de la ULA-Táchira respectivamente, además en la frontera occidental del estado de Táchira, produjo protestas de estudiantes «indignados» con las ya antiguas quejas sobre el decadente estado de la seguridad bajo el presidente Nicolás Maduro y su predecesor, el finado Hugo Chávez. Pero lo que realmente desató aún más la indignación de los estudiantes fue la dura respuesta policial a dicha protesta, en la cual varios estudiantes fueron detenidos y abusados; también se realizaron protestas posteriores pidiendo la liberación de estos estudiantes. Las protestas se expandieron, atrayendo a otras personas que no eran estudiantes, éstas llevaron a más arrestos; finalmente otros estudiantes se unieron y las protestas se extendieron a Caracas y otras ciudades, haciendo que los líderes de la oposición se unieran a ellas.
López es un líder dentro del movimiento de oposición al gobierno. Durante los eventos que ocurrieron en el intento de golpe de Estado en Venezuela de 2002, el gobierno acusó a López de orquestar las protestas y jugar un rol central en el arresto ciudadano del ministro del interior de Chávez, Ramón Rodríguez Chacín, aunque después López trató de distanciarse del evento y no firmó el llamado Decreto Carmona. Años después, el gobierno de Venezuela prohibió a López de ocupar cualquier cargo público; la Corte Interamericana de Derechos Humanos decretó que esta decisión era ilegal pero el gobierno venezolano se negó a aceptar la decisión de la corte.
El presidente Maduro dijo que San Cristóbal estaba asediada por «paramilitares de derecha» bajo las órdenes del presidente Álvaro Uribe Vélez; Uribe rechazó estas declaraciones diciendo que eran una táctica de distracción. Maduro también dijo que el alcalde de San Cristóbal, Daniel Ceballos (un miembro de Voluntad Popular, el partido de López), pronto se uniría a López «detrás de las barras por fomentar la violencia». Maduro dijo que era cuestión de tiempo para que lo tengan en la misma celda. Ceballos fue arrestado en marzo por el Servicio Bolivariano de Inteligencia Nacional sin una orden de arresto y a la fecha continúa en la cárcel.

### Percepción de corrupción

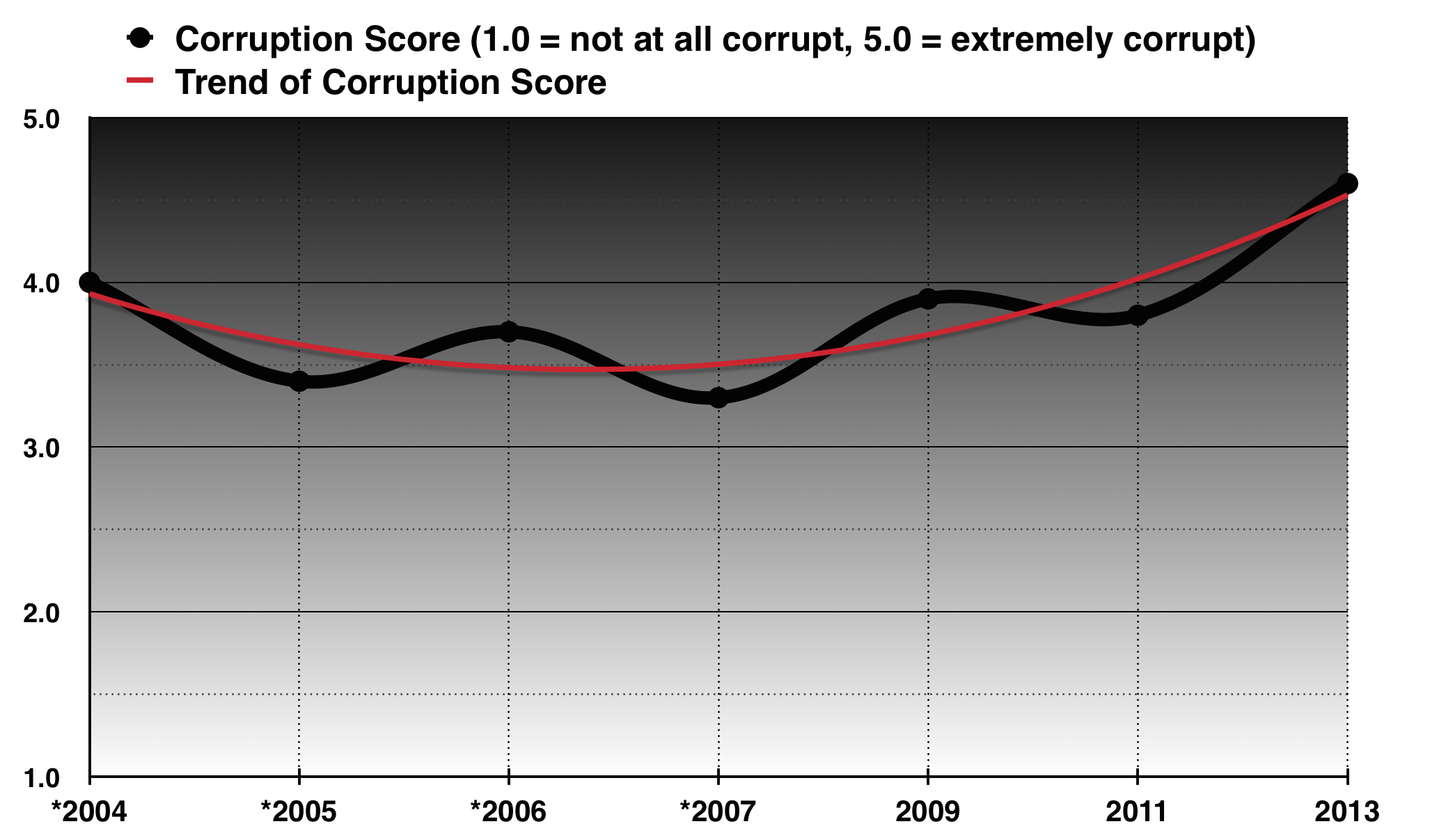
Calificación de la percepción de la corrupción en Venezuela entre 2004 y 2013. Calificaciones promediadas según el método de Transparencia internacional. Fuente [http://www.transparency.org/research/gcb Transparency International

En una encuesta realizada por Gallup en 2014, casi el 75 % de los venezolanos consideraban que la corrupción era prevalente en su gobierno. Leopoldo López ha dicho que «Estamos luchando contra un gobierno muy corrupto y autoritario que usa todo el poder, todo el dinero, todos los medios de comunicación y todas las leyes para mantener el control».
La corrupción en Venezuela está en los más altos puestos de los estándares internacionales. Según el Índice de Percepción de la Corrupción (IPC), elaborado anualmente por la ONG de Berlín, Transparencia Internacional, Venezuela ha sido uno de los países más corruptos en las encuestas de la IPC desde que estas se comenzaron a realizar en 1995, ubicándose en el puesto 38 de 45 naciones en ese año y con resultados similarmente pobres en años siguientes. En 2008, por ejemplo, Venezuela estaba en el puesto 158 de 180 países, el peor en América detrás de Haití, en 2012, era uno de los 10 países más corruptos en el índice, empatando con Burundi, Chad y Haití en el puesto 165 de 176 países. Los datos de la opinión pública del IPC indican que la mayoría de los venezolanos creen que los esfuerzos de su gobierno en contra de la corrupción no son efectivos, que la corrupción ha aumentado y que las instituciones gubernamentales como el sistema judicial, el parlamento, la legislatura y la policía son las más corruptas. Según el IPC, Venezuela es el 18.º país más corrupto del mundo (160 de 177) y su sistema judicial ha sido catalogado como el más corrupto del mundo.

### Crisis económica
Según las cifras del Banco Central de Venezuela (BCV) en el 2013 se registró la inflación más alta del mundo, siendo el único país con inflación superior al 50 % ese año. Esta altísima inflación de las divisas internacionales originó la paralización de la empresa Toyota. La crisis de divisas originó escasez en alimentos, previamente a la protesta, en enero de 2014 Venezuela sufrió su escasez de alimentos más alta en cinco años con un 26,2 %. El gobierno acusó a diversas empresas de hacer acaparamiento de alimentos, ya que en otros países que registraron hiperinflación no existió escasez de alimentos. 
La escasez en el rubro de papel periódico alegada por la prensa escrita, también originó el apoyo de los medios impresos, si bien el gobierno acusó a la prensa escrita de usar la inflación como excusa para apoyar las protestas. De acuerdo con Fedecámaras, la deuda en dólares del gobierno con el sector privado de los laboratorios y la industria farmacéutica que espera por el desembolso, es de 2300 millones de dólares.
El gobierno venezolano afirma que se enfrenta contra una «guerra económica» donde grupos económicos realizan «acciones encubiertas o disimuladas» como desabastecimiento, especulación, «desvío de productos desde los canales regulares de distribución», sabotaje del sistema productivo, campaña mediática de manipulación económica, invocación al ilegal mercado de divisas, entre otras. El presidente Maduro ha comentado en varias oportunidades, que estaba luchando una «guerra económica» contra el capitalismo y para ello promulgó medidas económicas llamadas «ofensivas económicas».
Según el diario estadounidense The New Yorker, el presidente Maduro se ha concentrado en su apoyo político en lugar de atender asuntos prioritarios que economistas han advertido al gobierno venezolano. En agosto de 2014, Venezuela encabezó el índice de miseria mundial, que se basa en la inflación, el desempleo y otros factores económicos.

### Altos índices de inseguridad
Para 2013, el Observatorio Venezolano de Violencia afirmó que en Caracas hay 79 muertes por cada 100 000 habitantes, casi 25 000 venezolanos muertos por violencia en un año, mientras el Ministerio de Interior reconoce 39 por cada 100 000 habitantes. Según el mismo Observatorio, para el año 2016 esta cifra subió a 91.8 homicidios por 100 000 habitantes. En cambio, la fiscalía reconoce 70.1 por cada 100 000 habitantes, la cual representa 8 veces más que el promedio mundial.
Según la revista estadounidense Quartz, en los primeros dos meses de 2014 casi 3000 personas fueron asesinadas ―un 10 % más que en el año anterior y un 500 % más que cuando Hugo Chávez asumió la presidencia―. En 2014, la revista Quartz afirmó que los altos índices de criminalidad se debían a los «crecientes niveles de pobreza; corrupción desenfrenada; altos niveles de posesión de armas entre la población; y la incapacidad de castigar a los asesinos: según el Instituto de Investigación sobre la Coexistencia y la Seguridad Ciudadana, el 91 % de los asesinatos no son castigados». La empresa estadounidense InsightCrime atribuyó la creciente violencia a los altos niveles de corrupción, una falta de inversión en la policía y pobres leyes de control de armas.
Luego de que la actriz y ex Miss Venezuela Mónica Spear y su esposo, un ciudadano británico, murieran en un robo en la carretera en la presencia de su hija de cinco años, quien también recibió un disparo en la pierna, Venezuela fue descrita por el canal Channel 4 (del Reino Unido) como «uno de los países más peligrosos del mundo», un país en «donde el crimen se ha incrementado durante el gobierno del expresidente Hugo Chávez y los asesinatos son comunes en los asaltos a mano armada». El número de muertes en crímenes violentos durante la década anterior es comparable con el índice de mortalidad en Irak durante la Guerra de Irak; durante algunos períodos, Venezuela tenía un índice de muertes de civiles más alto que Irak, pese a que el país estaba en paz.
El crimen también ha afectado a la economía, según Jorge Roig, el presidente de la Federación de Cámaras de Comercio de Venezuela, quien dijo que muchos ejecutivos extranjeros tenían mucho miedo de viajar a Venezuela y que muchos de los dueños de las compañías venezolanas vivían en el exterior, dejando como resultado menores niveles de producción. La oposición dice que los altos niveles de criminalidad son culpa del gobierno por ser suave con el crimen, politizar y corromper las instituciones como el poder judicial y por glorificar la violencia en sus discursos, mientras que el gobierno insiste que los culpables son los males capitalistas.

## Antecedentes

### Elecciones presidenciales de 2013
El 14 de abril de 2013, Nicolás Maduro ganó la elección presidencial con 50,6 % de los votos, por delante del 49,1 % de Henrique Capriles Radonski. Los resultados fueron sorprendentes ya que Hugo Chávez había derrotado a Capriles menos de un año atrás por un margen de más de 10 puntos, y Maduro había liderado en la mayoría de las encuestas por amplios márgenes a lo largo de las campañas. Los líderes de la oposición alegaron de que hubo fraude poco después de la elección. Capriles se rehusó a aceptar los resultados, alegando de que había votantes que habían sido obligados a votar por Maduro además de irregularidades en la elección. El Consejo Nacional Electoral, que realizó una auditoría postelectoral de una selección al azar del 54 % de los votos, al comparar los registros electrónicos con las boletas físicas, indicó que no había nada sospechoso. Capriles inicialmente pidió una auditoría del resto de los votos, indicando que ella demostraría que había ganado la elección. El CNE aceptó, planeaba realizarlo en mayo. Más adelante Capriles cambió de opinión, añadiendo a su demanda una auditoría completa del registro electoral y llamando a todo el proceso de auditoría una «burla».
Luego de que el gobierno se rehusara a realizar un recuento de todos los votos, hubo protestas en contra de Maduro. Los manifestantes eventualmente fueron dispersados por miembros de la Guardia Nacional utilizando gas lacrimógeno y balas de plástico. El presidente Maduro respondió a las protestas diciendo, «Si quieren tratar de tumbarnos con un golpe, el pueblo y las fuerzas armadas los estarán esperando». Los enfrentamientos terminaron con siete personas muertas y docenas de heridos. El presidente Maduro describió a las protestas como «golpistas» y echó la culpa a los Estados Unidos. Finalmente, Capriles pidió a los manifestantes que se detengan y no jueguen al «juego del gobierno», para que así no haya más muertes.
El 12 de junio de 2013 se anunciaron los resultados de la auditoría parcial. El CNE ratificó los resultados iniciales y confirmó la victoria electoral de Maduro. El Centro Carter, fundado por el expresidente de los Estados Unidos, Jimmy Carter, indicó en un informe detallado sobre las elecciones que «los extremadamente cerrados resultados de la elección presenta un conflicto electoral y político que no ha sido visto desde el referéndum revocatorio de 2004. Acompañado por un discurso divisivo por parte de todos los bandos, la disputa electoral interrumpió no solo un incipiente consenso nacional sobre la fiabilidad del resultado electoral, sino también sobre la habilidad de seguir adelante con debate y diálogo constructivo sobre otros temas de importancia para el país». El Centro Carter observó la falta de «acuerdo sobre la calidad de las condiciones de votación y si efectivamente cada votante registrado puede votar una vez, y solo una vez» y el hecho que la «inequidad de las condiciones de las campañas en términos tanto de acceso a recursos financieros como a la prensa redujeron la competitividad de las elecciones, en especial en un marco legal que permite la reelección indefinida de funcionarios públicos». El Centro Carter emitió una lista de recomendaciones con 9 puntos para hacer de que las elecciones en Venezuela sean más justas y los resultados más confiables. Se utilizaron recursos del gobierno para apoyar las campañas electorales del partido oficialista y se utilizaron vehículos del gobierno para transporte. Durante las campañas de las elecciones locales, Maduro pasó dos horas por día en televisión al vivo, mientras que los candidatos de la oposición fueron ignorados o insultados.

## Propuesta
El objetivo de la iniciativa era encontrar "una salida pacífica, democrática y constitucional" al gobierno militarista del PSUV presidido por Nicolás Maduro. La propuesta anunciada el 23 de enero de 2014 consistía en iniciar un ciclo de asambleas de calle a nivel nacional para consultarle a los venezolanos que mecanismo previsto en la constitución venezolana se debía activar para lograr no solo un cambio de gobierno sino de sistema. Esto, de manera simultánea con llamados a manifestaciones pacíficas que despertaran la conciencia y empatia de los venezolanos respecto a la iniciativa oposicionista, con el objetivo de que las manifestaciones fuesen cada vez más concurridas y crear la presión popular que generaran las condiciones de factibilidad del mecanismo que se decidiese activar.

## Impulsores
La Salida fue una iniciativa política emprendida principalmente por el partido progresista Voluntad Popular liderado por Leopoldo López, el partido socialdemócrata Alianza Bravo Pueblo liderado por el alcalde metropolitano de Caracas Antonio Ledezma y el partido liberal Vente Venezuela liderado por la entonces diputada Maria Corina Machado, al cual se incorporaron el partido conservador Proyecto Venezuela en la vocería del diputado Carlos Berrizbeitia y el partido sindicalista La Causa Radical liderado por el diputado Andrés Velásquez. Posteriormente tal convocatoria fue apoyada por otros partidos como Cuentas Claras, MAS y Bandera Roja entre otros. Además de los ya conocidos líderes políticos enunciados se sumaron diversos dirigentes gremiales, sindicales, estudiantiles, empresariales, diputados y alcaldes:

### Diputados
- Richard Blanco (ABP)
- Juan Guaidó (VP)
- Eduardo Gómez Sigala (Vente Venezuela)
- Américo de Grazia (La Causa Radical)
- Deyalitza Aray (Proyecto Venezuela)
- Vestalia Sampedro (Proyecto Venezuela)
- Walter Márquez (MAS)
- William Dávila (AD)
- Leomagno Flores (AD)
- Abelardo Díaz (COPEI)
- Gabino Paz (COPEI)
- Luis Barragan (COPEI)
- Victor Ruz (Un Nuevo Tiempo)

### Alcaldes
- David Smolansky (El Hatillo - estado Miranda/VP)
- Daniel Ceballos (San Cristóbal - estado Táchira/VP)
- Enzo Scarano (San Diego - estado Carabobo/Cuentas Claras)
- Alejandro Feo La Cruz  (Naguanagua  - estado Carabobo/Proyecto Venezuela)
- Alfredo Ramos (Barquisimeto  - Lara/La Causa Radical)
- Alberto Maldonado (Torbes - estado Táchira/VP)
- Lumay Barreto (Guasdualito - estado Apure/VP)
- José Karkom (Valera - estado Trujillo/VP)
- Marco Montilla (Carvajal - estado Trujillo/MAS)
- Delson Guarate (Mario Briceño Iragorry - estado Aragua/VP)
- Warner Jiménez (Maturín - estado Monagas/VP)
- Alejandro García (Ureña - estado Táchira/VP)
- Mery Carmona (Coloncito - estado Táchira/COPEI)

### Movimiento Estudiantil
- Gaby Arellano (Movimiento 13/estado Mérida)
- Villca Fernández (Liberación 23/estado Mérida)
- Roderick Navarro (Venezuela Futura/estado Miranda)
- Eduardo Bittar (Más Unidos/estado Anzoátegui)
- Josmir Gútierrez (Alianza Estudiantil/estado Miranda)
- Sairam Rivas (UJR/Distrito Capital)
- Julio César Rivas (JAVU/estado Carabobo)
- Robert Romero (Venezuela Futura/estado Carabobo)
- Jesús Gómez (JAVU/estado Táchira)
- José Vicente García (VP/estado Táchira)
- Ana Karina García (Juventudes VP/estado Miranda)
- Juan Fernando Flores (Juventudes VP/estado Miranda)
- Liliana Guerrero (100% Estudiantes/estado Mérida)
- Aimara Rivas (100% Estudiantes/estado Mérida)
- Juan Urdaneta (UNETE9/estado Zulia)
- Lorent Saleh (Operación Libertad/estado Carabobo)
- Alexander Tirado (Operación Libertad/estado Aragua)
- Raul Emilio Baduel (Juventudes VP/estado Aragua)
- Carlos Graffe (Proyecto Venezuela/estado Carabobo)
- Iván Uzcategui (Proyecto Venezuela/estado Carabobo)
- Reinaldo Manrrique (Juventudes AD/estado Táchira)
- Leonardo Manrrique (PJ/estado Táchira)
- Carlos Alfredo Ramírez (Movimiento 13/estado Mérida)
- Joan Manuel Gómez (Movimiento 13/estado Mérida)
- Andrea Bracamonte (Juventudes VP/estado Trujillo)
- Gabriel Boscán (Juventudes VP/estado Trujillo)
- Héctor Parra (Unión Venezolana Liceísta (UVL)
- Ruben Barroso (Movimiento estudiantil Cd Bolivar/Estado Boliva)

## Desarrollo
El 23 de enero de 2014 fue el día elegido por Leopoldo López, Antonio Ledezma y Maria Corina Machado para presentar ante la sociedad Venezolana la iniciativa de "La Salida", esto dado que en dicho día se celebra anualmente el Día Nacional de la Democracia Venezolana en conmemoración al derrocamiento de Marcos Pérez Jiménez (última dictadura militar del país).